# 16413 Abulghazi
16413 Abulghazi è un asteroide della fascia principale. Scoperto nel 1987, presenta un'orbita caratterizzata da un semiasse maggiore pari a 2,9633064 UA e da un'eccentricità di 0,0881504, inclinata di 12,11020° rispetto all'eclittica.